# Осиков
Осиков (словац. Osikov) — село и одноимённая община в округе Бардеёв Прешовского края Словакии.

## История
Впервые упоминается в 1296 году.
В селе есть римо-католический костел Святого Михаила, построенный в 1612 году в стиле ренессанса.

## Население
| Год:                | 1994 | 2004    | 2014    | 2024    |
| ------------------- | ---- | ------- | ------- | ------- |
| Количество человек: | 864  | 920     | 998     | 1028    |
| Разница:            |      | +6,48 % | +8,47 % | +3,00 % |

В селе проживает 967 человек.
Национальный состав населения (по данным последней переписи населения 2001года):
- словаки — 99,33 %
- чехи — 0,22 %
- венгры — 0,11 %
- украинцы — 0,11 %

Состав населения по принадлежности к религии состоянию на 2001 год:
- римо-католики — 98,89 %,
- греко-католики — 0,55 %,
- православные — 0,22 %,
- протестанты — 0,11 %,
- не считают себя верующими или не принадлежат к одной вышеупомянутой церкви — 0,22 %